# Microcyclops anceps
Microcyclops anceps är en kräftdjursart som först beskrevs av Richard 1897.  Microcyclops anceps ingår i släktet Microcyclops och familjen Cyclopidae. Inga underarter finns listade i Catalogue of Life.